# Enna Ben Abidi
Pour les articles homonymes, voir Abidi.
Enna Ben Abidi ou Emna Ben Abidi ou Amna Ben Abid, née le 24 août 1976, est une athlète handisport tunisienne, active principalement dans les épreuves de lancer dans la catégorie F40.
Elle remporte un ensemble complet de médailles aux Jeux paralympiques d'été de 2004 à Athènes : une médaille d'or au lancer du disque, une médaille d'argent au lancer du javelot et une médaille de bronze au lancer du poids.